# Abucay
Abucay es un municipio filipino de tercera clase, perteneciente a la provincia de Bataán, en la isla de Luzón.

## Historia
Hacia mediados del siglo XIX, el lugar tenía contabilizada una población de 5896 habitantes, repartidos en 983 casas. Aparece descrito en el primer volumen del Diccionario geográfico, estadístico, histórico de las Islas Filipinas (1850) de Manuel Buzeta Núñez y Felipe Bravo con las siguientes palabras:

ABUCAY: pueblo con cura y gobernadorcillo, de la isla de Luzon, prov. de Bataan, de cuya cap. ó cabecera (Balanga) dista ½ legua escasa, dióc. del arz. de Manila, distante como unas 8 horas de navegacion por la bahía. Se halla sit. junto al mar, en el rádio que comprende la bahía de Manila, á los 124° 12' 30" long., y los 14° 44' lat., á la orilla izquierda de un pequeño rio: disfruta de buena ventilacion y clima templado y saludable; no padeciéndose por lo comun otras enfermedades que algunos cólicos y calenturas intermitentes, en ciertas estaciones del año. Tiene como unas 983 casas, en general de sencilla construccion, distinguiéndose entre ellas la parroquial y la llamada tribunal; hay cárcel y escuela de primeras letras dotada de los fondos de comunidad, á la que concurren varios alumnos; é igl. parr. de buena fábrica bajo la advocacion de Santo Domingo de Guzman, servida por un cura regular. A las afueras del pueblo se halla el cementerio, y á un cuarto de leg. del mismo en distintas direcciones, se encuentran dos ermitas denominadas de San Antonio de Florunda y de San Pedro Martir. Confina el term. por N. con Samal (á 1 leg.), por E. con la bahía de Manila á corta distancia, por S. con Balanga cab. ó cap. de la prov. (á dist. como ½ leg.), y por O. con los montes centrales de la prov.; cruza por la pobl. un pequño riachuelo ó arroyo llamado Salian de cuyas aguas de buena calidad, tomadas á alguna distancia del pueblo, se aprovechan sus habitantes para los usos domésticos, asi como tambien para el riego de una parte de sus tierras. El terreno en general es bastante llano, fértil y productivo; lo que facilita que las comunicaciones que dirigen á los pueblos limítrofes, estén en bastante buen estado, por medio de las cuales recibe de Balanga cab. de la prov., el correo semanal establecido en la isla. La principal ocupacion de sus habitantes es la agricultura; y sus producciones principales son el arroz, azucar, anil, maiz y varias frutas: hay caza de aves en abundancia, y se beneficia azucar y añil en alguna cantidad. pobl. 5,896 alm. 1247 trib. que ascienden á 12,470 rs. plata, equivalentes á 31,175 rs. vn.
(Buzeta y Bravo, 1850, pp. 268-269)

En 2020, tenía censados 42 984 habitantes.